# Walter Schmitt (SS-Mitglied)

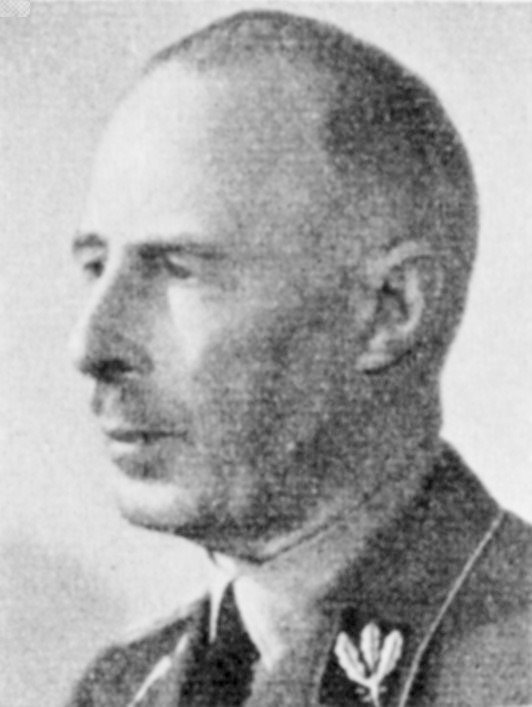
Walter Schmitt

Walter Schmitt (* 13. Januar 1879 in Hamburg; † 18. September 1945 in Prag, Tschechoslowakei) war ein deutscher SS-Obergruppenführer und General der Waffen-SS (1942) und von 1943 bis 1945 Mitglied des Reichstags (NSDAP).

## Frühe Jahre
Schmitt besuchte von April 1888 bis zum 31. Dezember 1898 das Realgymnasium in Hamburg. Er trat am 13. Januar 1899 in das Infanterie-Regiment 77 in Celle als Fahnenjunker ein. Von 1899 bis 1900 besuchte er die Kriegsschule in Metz, wo er in den Rang eines Leutnants erreichte. 1904 heiratete er in Celle Margarete von Leyser, Tochter der Milly von Wurmb und des späteren Generalleutnants Hans von Leyser. Im Jahr 1906 wurde er abkommandiert, um in einer Gewehrfabrik eine Ausbildung zum Waffenoffizier zu absolvieren. Von 1906 bis 1910 war er Adjutant eines Bataillons des 3. Thüringischen Infanterie-Regiments Nr. 71 in Erfurt. Im Januar 1910 wurde er zum Oberleutnant befördert und war bis 1913 Bezirksadjutant des Celler Bezirkskommandos. Am 22. März 1914 wurde er Hauptmann, im Sommer 1914 war er  einem Braunschweiger Infanterie-Regiment zugeteilt, bevor er als Kompanieführer im Reserve-Infanterie-Regiment Nr. 2 im Ersten Weltkrieg eingesetzt wurde. Am 9. September 1914 wurde er von französischen Truppen gefangen genommen und blieb bis 1918 in französischer Kriegsgefangenschaft. Er wurde im Juli 1918 in die Schweiz entlassen, wo er bis 1919 in Bern als Internierter blieb. Nach seiner Rückkehr war er noch bis Ende 1920 in der Reichswehr, bevor er am 31. Dezember 1920 als Major entlassen wurde.

## Karriere im Nationalsozialismus
Seine militärische Karriere unterbrechend, war Schmitt zunächst von Januar 1921 bis Oktober 1931 als Personalchef einer Hamburger Weberei tätig. Er war ehrenamtlicher Beisitzer des Schlichtungsausschusses und Arbeitsrichter am Gericht in Hamburg-Wilhelmsburg. Während dieser Zeit war er bis 1927 Mitglied der DNVP, bevor er am 1. August 1931 der NSDAP (Mitgliedsnummer 592.784) beitrat. Im Oktober 1931 wurde er aus seiner Stelle als Personalchef der Weberei entlassen und schloss sich der SA-Reserve an, der er bis zum Januar 1932 angehörte. Am 8. Februar 1932 trat er der SS bei (SS-Nr. 28.737) und war bis Juli 1932 Führer des SS-Trupps Ballenstedt. Er wurde mehrmals befördert, bis er am 16. Februar 1934 SS-Hauptsturmführer war und zudem ab dem 1. März als Personalreferent des Reichsführers SS Heinrich Himmler beschäftigt war. Bis zum 1. Juni 1935 wurde er mehrmals befördert, zuletzt zum SS-Oberführer. Außerdem trat er den Dienst als Chef des Personalamts der SS an. Zugleich war er persönlicher Referent des Reichsführers SS. Am 30. Januar 1936 wurde er SS-Brigadeführer und Chef der Personalkanzlei der SS. Genau ein Jahr später wurde er zum SS-Gruppenführer befördert und mit der Inspektion der SS-Junkerschulen und der SS-Führerschule in München-Dachau beauftragt.
Im Vorfeld der Volksabstimmung am 10. April 1938 zum Anschluss Österreichs an das Deutsche Reich war Schmitt Leiter des Sicherungshauptstabs und wurde bei der gleichzeitigen Reichstagswahl 1938 erfolglos vorgeschlagen. Er blieb bis zum 1. Juni 1939 Chef der Personalkanzlei im Persönlichen Stab des Reichsführers SS und war anschließend bis zum Juni 1942 Leiter des SS-Personalhauptamtes. Da Schmitt erkrankte, wurde sein Nachfolger auf diesem Posten Maximilian von Herff. Während dieser Zeit wurde er am 20. April 1942 zum SS-Obergruppenführer und General der Waffen-SS befördert. Ab Oktober 1942 wurde Schmitt SS-Offizier zur besonderen Verwendung im Stab des Reichsführers SS. Am 8. Mai 1943 rückte Schmitt für den verstorbenen Theodor Eicke in den Reichstag nach, wo er bis Kriegsende den Wahlkreis 30 vertrat. Nach Kriegsende wurde Schmitt interniert und durch ein tschechisches Volksgericht zum Tode verurteilt. Mitte September 1945 wurde Schmitt in Prag hingerichtet.

## Auszeichnungen
- Verwundetenabzeichen in Schwarz (1918)
- Goldenes Parteiabzeichen der NSDAP am 30. Januar 1943[2]
- Dienstabzeichen der NSDAP
- Eisernes Kreuz (1914) I. und II. Klasse
- Kriegsverdienstkreuz I. und II. Klasse mit Schwertern
- SS-Dienstauszeichnung
- Ehrendegen des Reichsführers SS
- Totenkopfring der SS